# حمسة المناقع الأوروبية
الرَّق أو الحَمَسة المُستديرة أو حمسة المناقع الأوروبية أو بنت طبق (الاسم العلمي Emys orbicularis)، سلحفاة معمرة من فصيلة سلاحف المياه العذبة. موطنها أنهر أوروبا والشرق الأوسط. طولها يراوح من 20 إلى 30 سم. ذبلها بيضي الشكل قليل الاحديداب. ثوبها إلى الحنطي الاسمر يعلوه مواج أسفع.